# Yphthimoides
Yphthimoides är ett släkte av fjärilar. Yphthimoides ingår i familjen praktfjärilar.

## Bildgalleri

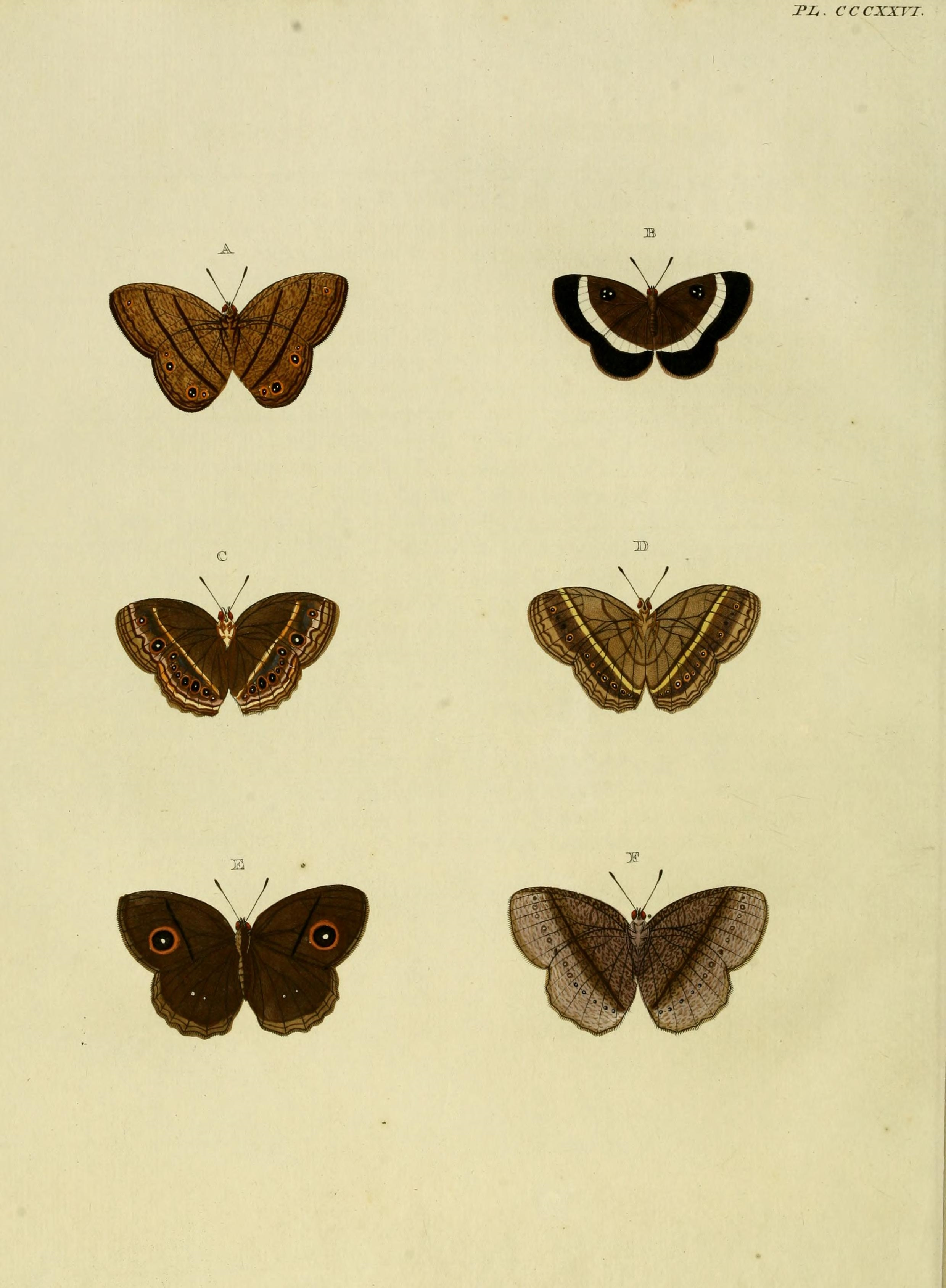

## Dottertaxa tillYphthimoides, i alfabetisk ordning[1]
- Yphthimoides angularis
- Yphthimoides argyrospila
- Yphthimoides arius
- Yphthimoides benedicta
- Yphthimoides bonariensis
- Yphthimoides caliginosa
- Yphthimoides castrensis
- Yphthimoides celmis
- Yphthimoides disaffecta
- Yphthimoides electra
- Yphthimoides erigone
- Yphthimoides eugenia
- Yphthimoides inocellata
- Yphthimoides jovita
- Yphthimoides melchiades
- Yphthimoides melobosis
- Yphthimoides mimas
- Yphthimoides mimula
- Yphthimoides modesta
- Yphthimoides mythra
- Yphthimoides nausicaa
- Yphthimoides nebulosa
- Yphthimoides onornata
- Yphthimoides pacta
- Yphthimoides patricia
- Yphthimoides peloria
- Yphthimoides phineoides
- Yphthimoides phineus
- Yphthimoides remissa
- Yphthimoides renata
- Yphthimoides undulata
- Yphthimoides urbana
- Yphthimoides yphthima